# العلاقات الأفغانية البريطانية
العلاقات الأفغانية البريطانية هي العلاقات الثنائية بين جمهورية أفغانستان الإسلامية والمملكة المتحدة لبريطانيا العظمى وأيرلندا الشمالية. وجدت السفارة الأفغانية في لندن منذ عام 1922 رغم عدم وجود سفير أفغاني معتمد بين عامي 1981 و2001.

## تاريخ العلاقات

### اللعبة الكبرى (1800-1839)
كان القرن التاسع عشر فترة منافسة سياسية بين الإمبراطوريتين الروسية والبريطانية على أصعدة التأثير في آسيا فيما عرف لدى البريطانيين باسم «اللعبة الكبرى» ولدى الروس باسم «دورة ألعاب الظلال». لم يفكر قيصر روسي بشكل جدي باحتلال الصين باستثناء الإمبراطور بافل الأول الذي أمر باحتلال الهند في عام 1800 (وهو ما ألغي عقب اغتياله عام 1801)، ولكن لمعظم القرن التاسع عشر اعتُبرت روسيا هي «العدو» في بريطانيا؛ وأي تقدم روسي في آسيا الوسطى كان يفترض (في لندن) أنه موجه نحو احتلال الهند «مهما كان ذلك بعيد الاحتمال» كما لاحظ المؤرخ الأمريكي ديفيد فرومكين.
في عام 1832، صودق على أول قانون إصلاحي يخفض متطلبات التصويت وتبوء المناصب في المملكة المتحدة، وهو ما اعترض عليه الإمبراطور الروسي المحافظ جدًّا نيكولاي الأول بشكل معلن، ممهدًا لحرب أنغلو-روسية «باردة»، جعلت الكثير يعتقد أن صدام الأوتوقراطية الروسية مع الديمقراطية البريطانية أمر حتمي. في عام 1837 أقدم كل من لورد بالمرستون وجون هوبهاوس، خوفًا من عدم استقرار أفغانستان والسند والقوة المتزايدة لمملكة السيخ في الشمال الغربي، على زيادة هواجس احتلال روسي محتمل للهند البريطانية عن طريق أفغانستان. كانت الإمبراطورية الروسية توسع مجال نفوذها ببطء في آسيا الوسطى، واعتبرت شركة الهند الشرقية ذلك تهديدًا محتملًا لمصالحها في الهند. في روسيا القرن التاسع عشر كان هناك إيديولوجيا «المهمة الخاصة لروسيا في الشرق»، والتي كانت تعني أن روسيا كان عليها «واجب» احتلال الكثير من آسيا، ولكن هذا كان موجهًا أكثر نحو أمم آسيا الوسطى و«الخطر الأصفر» المزعوم للصين أكثر من كونه موجهًا نحو الهند. مال البريطانيون لإساءة فهم السياسة الخارجية للإمبراطور نيكولاي الأول بوصفها معادية للبريطانيين وتهدف لسياسة توسعية في آسيا؛ في حين كانت الحقيقة أنه رغم كره نيكولاي لبريطانيا بصفتها دولة ديمقراطية ليبرالية كان يعتبرها «غريبة»، فقد آمن دائمًا أنه من الممكن الوصول إلى تفاهم مع بريطانيا فيما يخص أماكن التأثير في آسيا، معتقدًا أن الطبيعة المحافظة في أساسها للمجتمع البريطاني ستؤخر تقدم الليبرالية. لم يكن الهدف الرئيسي لسياسة نيكولاي الأول الخارجية غزو آسيا، بل إبقاء الحال على ما هو عليه في أوروبا، وخصوصًا بالتعاون مع روسيا البيضاء والنمسا، وبعزل فرنسا، إذ كان لويس فيليب الأول ملك فرنسا شخصًا يكرهه نيكولاي بوصفه «مغتصبًا للملك». كان دوق أورليانز صديقًا سابقًا لنيكولاي، ولكنه صعد إلى عرش فرنسا عقب ثورة عام 1830، فملأت الكراهية نيكولاي تجاه هذا الصديق السابق الذي -وفق وجهة نظره- كان قد ذهب إلى الجانب المظلم لليبرالية.
أرسلت الشركة مبعوثًا إلى كابُل لتشكيل تحالف مع أمير أفغانستان، دوست محمد خان، ضد روسيا. كان دوست محمد قد خسر حديثًا بيشاور، العاصمة الثانية لأفغانستان، لصالح إمبراطورية السيخ، وكان عازمًا على تشكيل تحالف مع بريطانيا إذا دعموه لاستعادتها، ولكنهم لم يبدوا نيتهم لذلك. بل خاف البريطانيون من من جيش دال خالسا المدرب على يد الفرنسيين، واعتبروا جيش السيخ خطرًا أكبر بكثير من الأفغانيين الذين لم يكونوا يمتلكون جيشًا على الإطلاق، بل اكتفوا بدعوات تجنيد قبلية كان رجال القبائل يحتشدون لها تحت راية الجهاد للمحاربة باسم الأمير. كان جيش دال خالسا قوة كبيرة دربها الضباط الفرنسيون، وكانوا مجهزين بأسلحة حديثة وكان جيشهم يعتبر من أقوى الجيوش في شبه القارة الهندية بأكملها. لذلك فضل اللورد أوكلاند التحالف مع البنجاب بدل التحالف مع أفغانستان، التي لم يكن عندها ند للدال خالسا. كان يمكن للبريطانيين التحالف مع أي من البنجاب أو أفغانستان، ولكن لم يكونوا يستطيعون التحالف معهما معًا. عندما سمع الحاكم العام للهند اللورد أوكلاند عن وصول المبعوث الروسي الكونت يان بروسبر فيتكيفيتش إلى كابل واحتمال لجوء دوست محمد إلى روسيا للحصول على الدعم، ضخم مستشاروه الخطر في عينه. وصف بورنز فيتكيفيتش بقوله: «كان رجلًا نبيلًا وطيعًا، يبلغ من العمر نحو ثلاثين عامًا، ويتحدث الفرنسية والتركية والفارسية بطلاقة، وكان يرتدي لباس ضابط من القوزاق». ألقى حضور فيتكيفيتش بورنز في حالة يأس، أدت بأحد معاصريه إلى ملاحظة أنه «سلم نفسه لليأس، وغطى رأسه بالمناشف الرطبة والمناديل، وبدأ بتعاطي قوارير الشم». كان دوست محمد في الحقيقة قد دعا الكونت فيتكيفيتش إلى كابل كطريقة ليرعب البريطانيين حتى يتحالفوا معه ضد غريمه التقليدي رانجيت سينغ، مهراجا البنجاب، وليس لأنه أراد فعلًا التحالف مع روسيا. كان لدى البريطانيين القوة الكافية لإجبار سينغ على إعادة المناطق الأفغانية التي احتلها، في حين لم يكن ذلك ممكنًا للروس، ما يفسر رغبة دوست محمد خان بالتحالف مع البريطانيين. كتب ألكسندر بورنز، السكوتلندي الذي تبوأ أعلى منصب سياسي لدى شركة شرق الهند في أفغانستان إلى دياره بعد تناوله العشاء مع الكونت فيتكيفيتش ودوست محمد في أواخر ديسمبر من عام 1837: «نحن في منزل فوضى. أرسل إمبراطور روسيا مبعوثًا إلى كابل لعرض.. المال (على الأفغانيين) لمواجهة راجيت سينغ!!! لا يمكنني تصديق ما تراه عيناي وما تسمعه أذناي». في 20 يناير 1838، أرسل اللورد أوكلاند إنذارًا نهائيًّا إلى دوست محمد يقول له فيه: «عليك التوقف عن أي تعاون مع روسيا. عليك ألا تستقبل أي وكلاء لهم، ولا تفعل معهم شيئًا البتة دون إذننا؛ عليك صرف الكابتن فيكتيفيتش بتهذيب؛ عليك أن تكف عن أي ادعاء لك في بيشاور». اشتكى بورنز نفسه بأن رسالة اللورد أوكلاند كانت «متعجرفة وديكتاتورية إلى درجة تشير إلى أن الكاتب ينوي توجيه الإهانة» وحاول تجنب تسليمها لأطول وقت ممكن. شعر دوست محمد بالفعل بالإهانة نتيجة الرسالة، ولكن لتجنب خوض حرب فقد طلب من مستشاره العسكري الخاص، المغامر الأمريكي جوسياه هارلان، أن يبدأ محادثات مع بورنز للنظر في إمكانية عقد تسوية. ولكن لم يكن لبورنز في الواقع صلاحية التفاوض على أي شيء، واشتكى هارلان أن بورنز كان يماطل وحسب، ما أدى بدوست محمد إلى طرد الإرسالية الدبلوماسية البريطانية في 26 أبريل 1838.
اقتربت المخاوف البريطانية من غزو الروس للهند أكثر من أن تصبح واقعًا عندما انهارت المفاوضات بين الأفغان والروس في عام 1838. حاولت سلالة القاجار الفارسية حصار مدينة هراة. هراة مدينة كانت تنتمي تاريخيًّا إلى بلاد فارس وكان القاجاريون منذ زمن يرغبون في استعادتها وهي في سهل خصب يعرف بأنه «مخزن حبوب وسط آسيا»؛ أيًّا يكن من يسيطر على هراة والريف المحيط بها فهو يسيطر كذلك على أكبر مصدر للحبوب في آسيا الوسطى بأكملها. شكلت روسيا التي كانت تريد زيادة حضورها في وسط آسيا تحالفًا مع القاجاريين الفرس، والذين كانت بينهم وبين الأفغانيين نزاعات مناطقية إذ كانت هراة جزءًا من فارس الصفوية قبل عام 1709.  

## مقارنة بين البلدين
هذه مقارنة عامة ومرجعية للدولتين:
| وجه المقارنة                                              | أفغانستان                    | المملكة المتحدة                 |
| --------------------------------------------------------- | ---------------------------- | ------------------------------- |
| المساحة (كم2)                                             | 652.23 ألف                   | 242.50 ألف                      |
| عدد السكان (نسمة)                                         | 34.94 مليون                  | 66.02 مليون                     |
| الكثافة السكانية (ن./كم²)                                 | 53.57                        | 272.25                          |
| العاصمة                                                   | كابل                         | لندن                            |
| اللغة الرسمية                                             | اللغة البشتوية، اللغة الدرية | لغة إنجليزية، اللغة الويلزية    |
| العملة                                                    | أفغاني                       | جنيه إسترليني                   |
| الناتج المحلي الإجمالي (بليون دولار)                      | 20.82 مليار                  | 2.62 تريليون                    |
| الناتج المحلي الإجمالي (تعادل القوة الشرائية) بليون دولار | 62.62 مليار                  | 2.72 تريليون                    |
| الناتج المحلي الإجمالي الاسمي للفرد دولار أمريكي          | 594                          | 43.88 ألف                       |
| الناتج المحلي الإجمالي للفرد دولار أمريكي                 | 1.93 ألف                     | 40.23 ألف                       |
| مؤشر التنمية البشرية                                      | 0.479                        | 0.907                           |
| رمز المكالمات الدولي                                      | +93                          | +44                             |
| رمز الإنترنت                                              | .af                          | .uk، .gb                        |
| المنطقة الزمنية                                           | ت ع م+04:30                  | توقيت غرينيتش، توقيت غرب أوروبا |

## منظمات دولية مشتركة
يشترك البلدان في عضوية مجموعة من المنظمات الدولية، منها:
| علم المنظمة | اسم المنظمة                               | تاريخ انضمام أفغانستان | تاريخ انضمام المملكة المتحدة |
| ----------- | ----------------------------------------- | ---------------------- | ---------------------------- |
|             | بنك التنمية الآسيوي                       | 1966                   | 1966                         |
|             | مؤسسة التنمية الدولية                     | 2 فبراير 1961          | 24 سبتمبر 1960               |
|             | يونسكو                                    | 4 مايو 1948            | 4 نوفمبر 1946                |
|             | وكالة ضمان الاستثمار متعدد الأطراف        | 16 يونيو 2003          | 12 أبريل 1988                |
|             | الأمم المتحدة                             | 19 نوفمبر 1946         | 24 أكتوبر 1945               |
|             | الاتحاد البريدي العالمي                   | ?                      | ?                            |
|             | البنك الدولي للإنشاء والتعمير             | 14 يوليو 1995          | 27 ديسمبر 1945               |
|             | الاتحاد الدولي للاتصالات                  | 12 أبريل 1928          | 24 فبراير 1871               |
|             | منظمة حظر الأسلحة الكيميائية              | ?                      | ?                            |
|             | مؤسسة التمويل الدولية                     | 23 سبتمبر 1957         | 20 يوليو 1956                |
|             | المركز الدولي لتسوية المنازعات الاستشارية | 25 يوليو 1968          | 18 يناير 1967                |
|             | منظمة الشرطة الجنائية الدولية             | ?                      | ?                            |

## وصلات خارجية
- موقع وزارة الخارجية الأفغانية
- موقع وزارة الخارجية البريطانية